# Freddie Highmore
Alfred Thomas (Freddie) Highmore (Londen, 14 februari 1992) is een Engels acteur.

## Carrière
Highmore werd geboren in een familie vol acteurs in Londen. Sinds Highmore zeven jaar oud was, is hij in films en op televisie te zien geweest. Zijn doorbraak kwam in 2004, toen hij naast Johnny Depp en Kate Winslet te zien was in Finding Neverland. Na talloze nominaties won hij onder andere de Broadcast Film Critics' Award en Screen Actors' Guild Award nominatie. Sinds 2017 is hij te zien in The Good Doctor als chirurg Dr. Shaun Murphy. 